# 프랭크 로빈슨
프랭크 로빈슨(Frank Robinson, 1935년 8월 31일 ~ 2019년 2월 7일)은 전 미국의 메이저 리그 베이스볼 외야수이자 감독이다. 1956년부터 1976년까지 5개의 팀들을 위하여 활약하였고, 내셔널 리그와 아메리칸 리그 두 곳에서 MVP 상을 수상한 단 한 명의 선수가 되었다. 트리플 크라운을 수상한 그는 1966년과 1970년 월드 시리즈를 우승한 볼티모어 오리올스의 일원이었고, 자신의 은퇴 시기에 4번째로 가장 많은 경력 홈런을 수집하였다(현재는 9번째로 많은 홈런). 로빈슨은 1982년 야구 명예의 전당에 헌액되었다.
로빈슨은 메이저 리그 역사상 감독으로 기용된 첫 아프리카계 미국인이었다. 그는 자신의 선수 경력의 마지막 2년에 클리블랜드 인디언스를 감독하여 186 승 189 패의 기록을 수집하였다. 그는 샌프란시스코 자이언츠, 볼티모어 오리올스, 몬트리올 엑스포스/워싱턴 내셔널스를 감독을 맡았다. 그 후에 그는 아메리칸 리그의 명예 회장을 지냈다.

## 어린 시절
텍사스주 보몬트에서 태어나 자신이 빌 러셀의 농구 동료 선수였던 캘리포니아주 오클랜드에 있는 매클라이먼즈 고등학교에서 수학하였다. 그는 베이더 핀슨과 커트 플러드의 야구 동료 선수였다. 1950년대 후반 레즈를 위하여 활약하는 동안 신시내티에 있는 사이버 대학교에서 수학하였다.

## 선수 경력

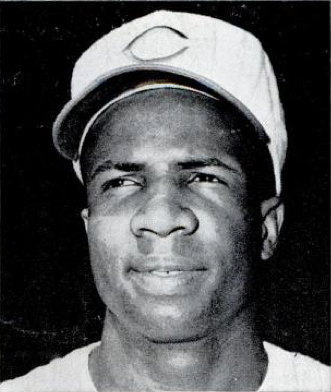
1961년 신시내티 레즈 활약 시절의 로빈슨

로빈슨은 장기적이며 성공적 선수 경력을 가졌다. 자유 계약 선수가 되기 전에 스타 선수를 위한 드문 시기에 그는 2개의 팀들에서 자신의 최고의 해들을 나누었다 - 신시내티 레즈(1956 ~ 65)와 볼티모어 오리올스(1966 ~ 71). 그의 경력의 후기의 해들은 로스앤젤레스 다저스(1972), 캘리포니아 에인절스(1973 ~ 74)와 클리블랜드 인디언스(1974 ~ 76)에서 보내졌다. 그는 양쪽의 리그에서 MVP로 임명된 단 하나의 선수이며, 1961년 레즈와 그리고 1966년 다시 오리올스와 함께였다.
그의 신인 선수 해인 1956년 그는 신시내티 레즈의 일원으로서 당시 메이저리그 순수 신인 최다 홈런 타이였던 38개를 수립하여 올해의 신인 선수로 임명되었는데 이 기록은 2017년 코디 벨린저에 의해 갱신(39개)되었지만 2019년 8월 19일 피트 알론소가 40홈런을 달성하였다. 레즈가 1961년 내셔널 리그의 페넌트를 이기고 자신의 첫 MVP 상을 수상하였어도 그의 최고의 공격적 해는 주장적으로 자신이 39개의 홈런, 51개의 2루타, 208개의 안타, 136개의 타점과 134개의 득점과 함께 .342를 타구한 1962년에 왔다.
로빈슨은 원기 왕성한 타구 스타일을 연습하여 그의 시기의 여러 다른 선수보다 더 많은 본루를 밀었고 많은 타도를 경험하였다.
1966년 시즌을 대비하여 레즈의 소유자 빌 더위트는 투수 밀트 파파스, 잭 볼드슌과 외야수 딕 심슨을 위한 교환에서 로빈슨을 오리올스로 보냈다. 이적은 현재 야구 역사상 가장 균형을 이룬 거래로 숙고 되었고, 특히 로빈슨은 30세 밖에 안되었고 그의 앞으로 많은 산출적 해들을 가지는 데 나왔다. 오리올스에서 로빈슨의 첫 해에 그는 트리플 크라운 상을 수상하여 .316의 타구 평균. 49개의 홈런과 122개의 득점과 함께 아메리칸 리그를 이끌었다. 5월 8일 로빈슨은 메모리얼 스타디움 밖으로 나간 홈런을 치는 데 단 하나의 선수가 되었다. 숏은 클리블랜드 인디언스를 상대로 더블헤더의 2번째 경기에서 루이스 티안트에 왔다. 1991년 오리올스의 캠던 야즈 오리올 파크로 옮길 때까지 "HERE"의 라벨이 붙은 깃발이 공이 경기장을 떠난 위치에 날렸다.
오리올스는 그 해의 월드 시리즈를 우승하고 로빈슨은 시리즈의 MVP로 임명되었다. 전직 챔피언 로스앤젤레스 다저스를 휩쓴 오리올스의 4개의 경기들에서 로빈슨은 2개의 홈런을 쳤는데 오리올스가 5 대 2로 우승한 1번째 경기와 1 대 0의 시리즈 결말을 지은 경기의 단 하나의 득점 4번째 경기에서였다. 둘 다 홈런은 돈 드라이즈데일에 안타를 쳤다.
그 일은 민권 운동에서 그가 활동적이 되는 데 볼티모어에서 처음이었다. 그는 원래 팀이 그를 공공의 출연들에 만들지 않는데 약속하지 않는 한 NAACP에서 회원이 되는 것을 거절하였다. 하지만 볼티모어가 인종적으로 분리된 주택 공급과 차별적 부동산 실행하는 것을 목격한 후 로빈슨은 마음을 바꾸어 인종 논쟁점에 열광적인 연설자가 되었다.
1970년 로빈슨은 RFK 스타디움에서 워싱턴 세네이터스에 12 대 2의 승리에서 연속적인 만루 홈런을 쳤다. 양쪽의 홈런에 본루에 있던 같은 주자들은 3루에 데이브 맥널리, 2루에 돈 버포드와 1루에 폴 블레어였다.
오리올스는 1969년과 1971년 사이에 3개의 연속적 페넌트들을 우승하고 1970년 월드 시리즈에서 자신의 전 클럽 신시내티 레즈에 우승을 거두었다.
21년 간의 야구 경력 동안에 그는 586개의 홈런, 1812개의 타구한 득점과 2943개의 안타와 함께 .294를 타구하였다. 그의 은퇴 후에 그의 586개의 경력 홈런은 행크 에런, 베이브 루스와 윌리 메이스에 이어 역사상 4번째로 최고였다. 그는 신시내티 레즈에 조니 벤치에 이어 홈런 지도자의 명단에 2위이고, 장타율에서 레즈의 사상 지도적 선수이다.
로빈슨은 다저스, 에인절스와 인디언스를 위하여 잠시의 출연과 함께 자신의 선수 경력을 끝냈다.

## 감독 경력

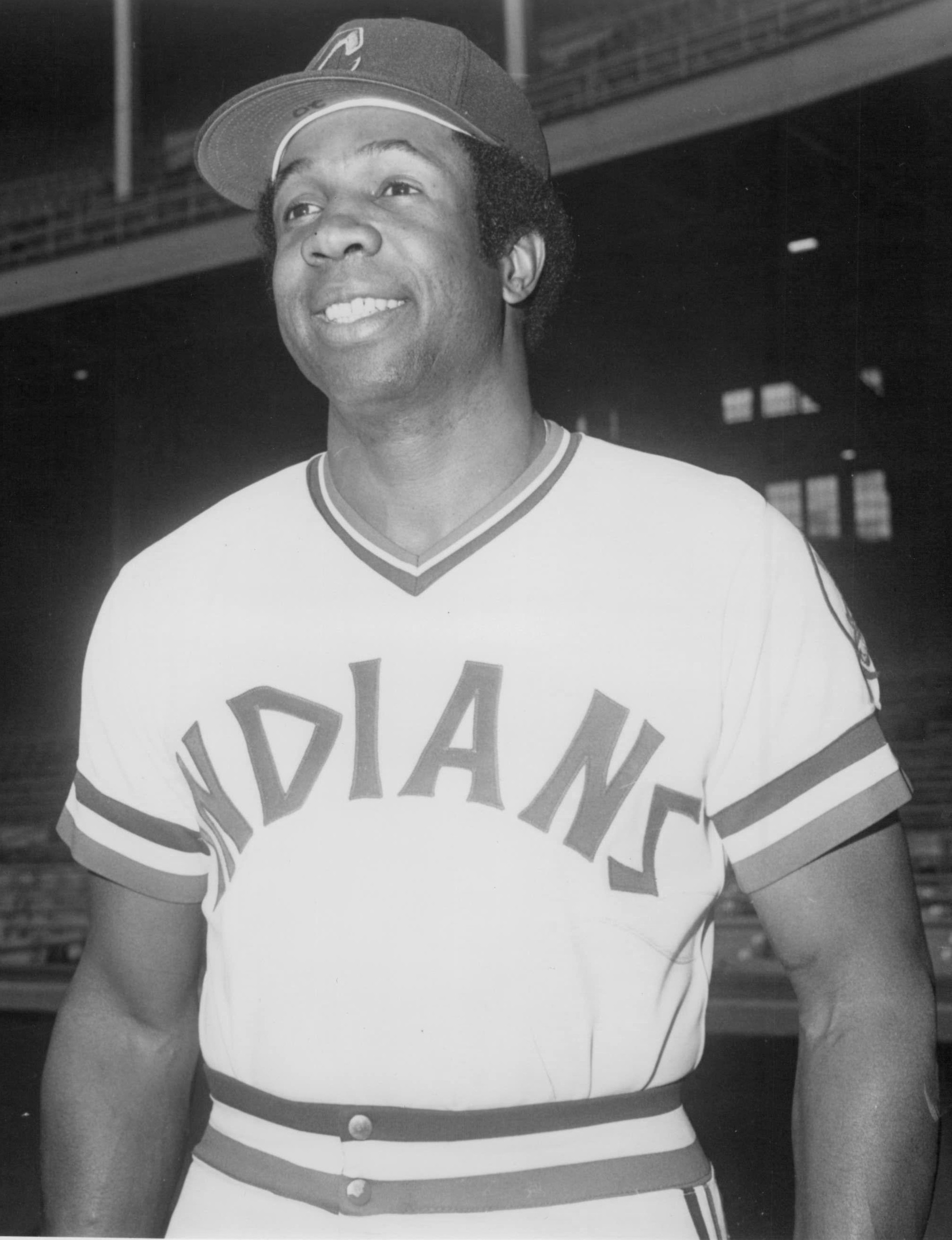
클리블랜드 인디언스 감독 시절의 로빈슨 (1976년)

로빈슨은 자신의 선수 경력 후반에 겨울 리그에서 감독하였다. 1970년대 초반으로 봐서 그는 메이저 리그에서 첫 흑인 감독이 되는 데 자신의 세운 마음을 가졌으며, 에인절스는 감독의 직업을 위한 그의 오픈 캠페인으로 인하여 1974년 시즌을 통하여 중반에 그를 인디언스로 이적시켰다.
1975년 인디언스는 그를 선수 겸 감독으로 임명하여 메이저 리그에서 첫 흑인 감독으로의 우수성을 주었다. 인디언스의 선수 겸 감독으로서 그의 첫 타수에서 그는 클리블랜드 스타디움에서 뉴욕 양키스의 투수 닥 메디치에 홈런을 쳤다.
그의 감독 경력은 인디언스(1975 ~ 77), 샌프란시스코 자이언츠(1981 ~ 84), 볼티모어 오리올스(1988 ~ 91)와 몬트리올 엑스포스/워싱턴 내셔널스(2002 ~ 06)을 포함하는 데 갔다.
추가로 아메리칸 리그의 인디언스와 함께 메이저 리그에서 첫 흑인 감독을 지내면서 자이언츠에 가입하여 또한 내셔널 리그에서 첫 흑인 감독이 되기도 하였다.
그는 오리올스를 87 승 75 패의 기록으로 이끈 공로로 1989년 올해의 아메리칸 리그 감독 상을 수상하였다. 로빈슨이 야구에서 훈련의 관리자로 알려진 어떤 해들을 보낸 후, 그는 2002년 메이저 리그 베이스볼에 의하여 엑스포스를 감독하는 데 선택되었다. 그해의 엑스포스는 놀랍게도 잘 상연하여 내셔널 리그 동부에서 2위를 하고 2001년보다 19개의 경기 향상을 공표하였다.
2005년 몬트리올 가제트의 스테퍼니 마일스는 로빈슨이 엑스포스에서 자신의 세월 동안에 골프를 치는 데 많은 시간을 할애했다고 보고 하였으며, 어쩌다 밤에 코스와 경기들 사이에 16시간의 날들을 보냈다.
2005년 6월 450명의 메이저 리그 베이스볼 선수들의 스포츠 일러스트레이티드 투표에서 로빈슨은 당시 텍사스 레인저스의 감독 벅 샤월터와 더불어 야구에서 최악의 감독으로 선발되었다. 2006년 8월에 그는 투표의 17 퍼센트와 내셔널 리그 동부 투표의 37.7 퍼센트와 함께 또다시 최악의 감독으로 임명되었다.
2006년 4월 20일 필라델피아 필리스에 내셔널스의 10 대 4의 승리와 함께 로빈슨은 자신의 1000번째 우승을 거두어 그 이정표에 도달하는 데 53번째 감독이 되었다. 그는 2개의 시즌 이전에 자신의 1000번째 패배를 얻었다.
5월 25일 휴스턴 애스트로스를 상대로 경기가 열리는 동안에 로빈슨은 7번째 이닝의 중간에 포수 맷 리크로이를 철수 시켜 감독들이 이빙의 중간에 직위의 선수들을 끄집어 내지 않는 불문 규칙을 어겼다. 대신 감독들은 이닝들의 사이에 직위의 선수들을 분리적으로 바꿔야 하는 것이다. 하지만 3번째 포수인 리크로이는 7개의 이닝들에 7개의 본루들을 도루 하는데 애스트로스의 주자들을 허용하여 2개의 던지기 실책을 일으켰다. 내셔널스가 8 대 5로 우승하였어도 로빈슨은 자신이 너무나 존경한 선수에 만든 결정이 아주 어려운 것을 찾아내 공식전의 인터뷰가 있는 동안에 통곡하였다.
9월 30일 내셔널스가 특기하지 않은 봄 훈련에 그가 환영을 받았다고 진술하였어도 팀의 감독직이 2007년 시즌을 위한 로빈슨의 계약을 새로 하는 것을 거절하였다. 본부의 직업 혹은 상담을 원했던 로빈슨은 거절하였다. 10월 6일 그는 뉴욕 메츠에게 6 대 2로 패한 자신의 마지막 경기를 감독하였다.
감독으로서 로빈슨의 기록은 1065 승 1176 패였다.

## 명예

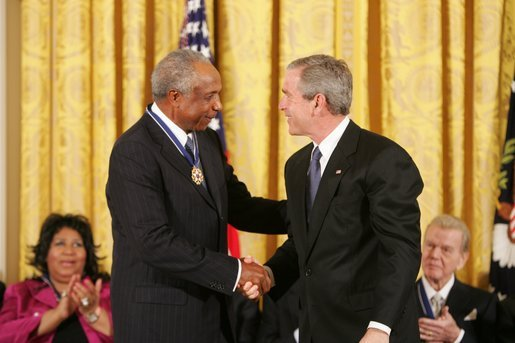
부시 대통령에게 대통령 자유 훈장을 받는 로빈슨

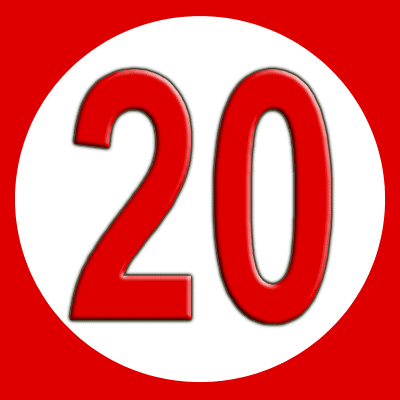
1998년 신시내티 레즈에 의하여 영구 결번된 그의 등번호 20

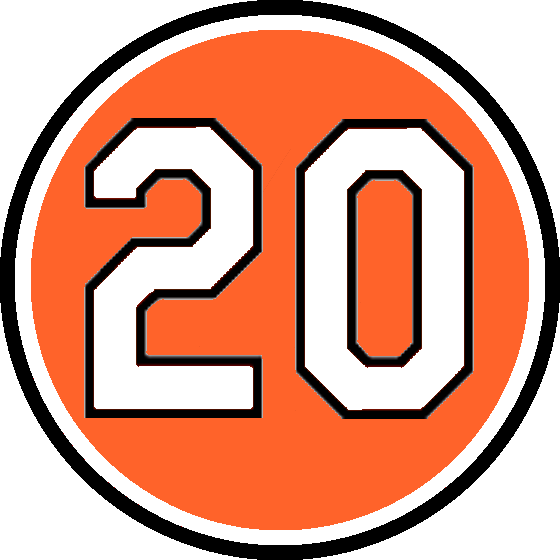
1972년 볼티모어 오리올스에 의하여 영구 결번된 그의 등번호 20

2개의 MVP 상(1961, 1966)과 자신의 월드 시리즈 MVP 상(1966)에 추가로 로빈슨은 1966년 여러 스포츠에서 그 해의 최고 프로 선수로서 히콕 벨트와 함께 명예를 얻었다.
1982년 로빈슨은 볼티모어 오리올스의 선수로서 국립 야구 명예 전당에 헌액 되었다. 로빈슨은 또한 브룩스 로빈슨과 더불어 볼티모어 오리올스 명예의 전당의 창립 위원이며 1978년 신시내티 레즈 명예의 전당의 일원이기도 하다. 레즈와 오리올스 양팀은 그의 등 번호 20을 영구 결번 시켰으며 본인(로빈슨)의 등 번호인  20번은 미국에서 본인(로빈슨) 마이크 슈미트  등 호타자들이 많이 차지한다.
1999년 그는 100명의 거대한 야구 선수들의 스포팅 뉴스 명단에 22위로 순위에 들어왔고 메이저 리그 베이스볼 전세기 팀을 위한 결승자로서 후보에 올랐다.
2003년 레즈는 그레이트 아메리칸 볼 파크에 로빈슨의 동상을 봉납하였다. 2012년 4월 28일 오리올스는 자신들의 전선들 축제 시리즈의 일부로서 캠던 야즈 오리올 파크에 로빈슨의 동상의 제막식을 거행하였다.
2005년 11월 9일 그는 조지 W. 부시 대통령에 의하여 대통령 자유 훈장이 수여 되었다. 2007년 4월 13일 로빈슨은 조지 워싱턴 대학교에서 첫 재키 로빈슨 사회 공동체 인정상을 수상하였다.

## 이후의 경력

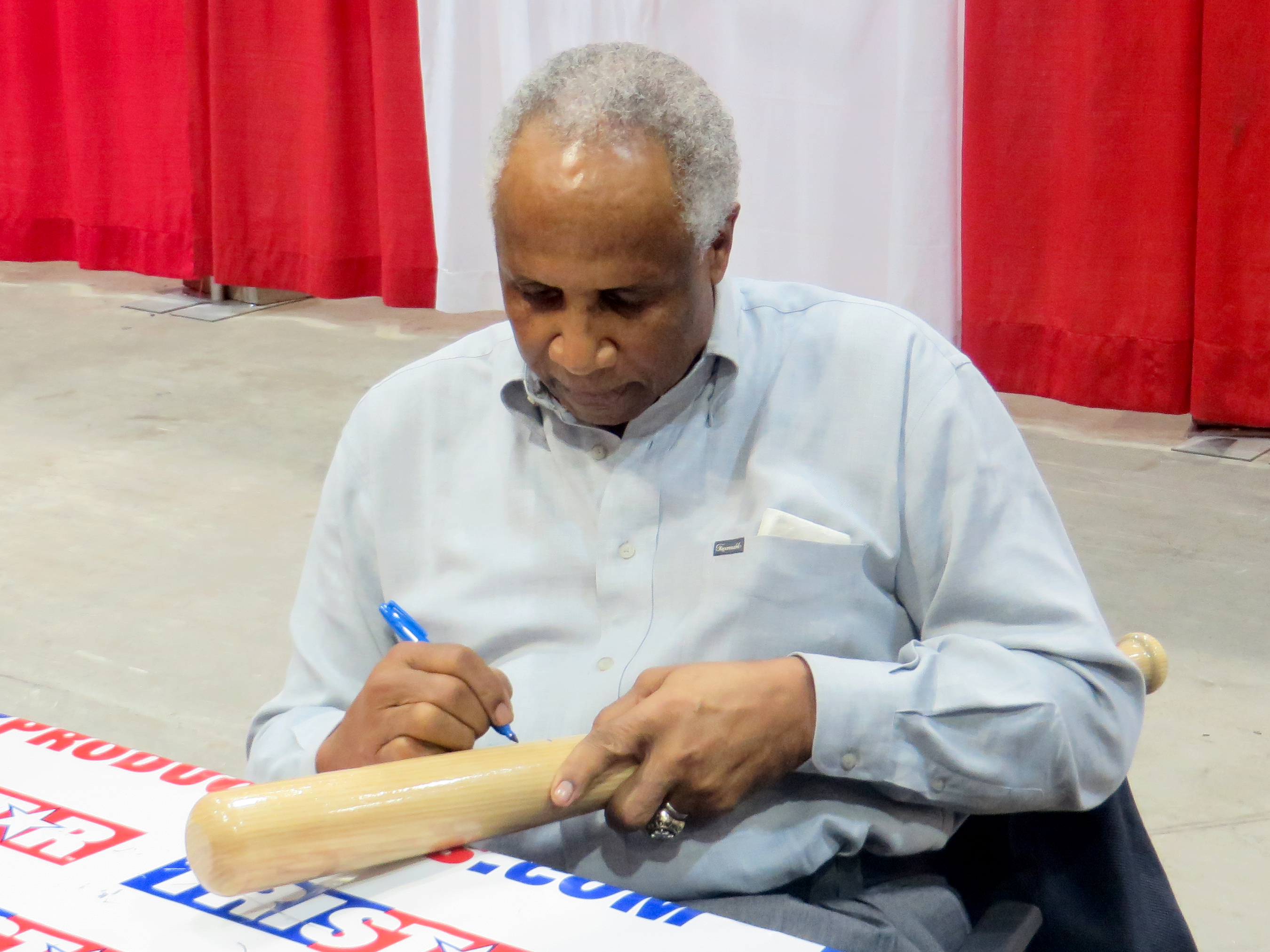
2014년의 프랭크 로빈슨

로빈슨은 1999년부터 2002년까지 온필드 오퍼레이션의 부회장을 지내 선수의 훈련, 유니폼 정책, 스타다움의 배치 등에 책임을 두었다.
2007년 봄 훈련 동안에 로빈슨은 ESPN을 위한 분석자를 지냈다. 내셔널스는 5월 20일 그의 전 팀인 오리올스를 상대로 경기가 열리는 동안에 로빈슨에게 명예를 주는 데 마련하였으나 그는 거부하였다.
그해에 로빈슨은 메이저 리그 베이스볼 본부에 재가입하여 2009년까지 야구 운영을 위한 특별 고문을 지냈다. 그리고 나서 2010년까지 버드 셀리그에 특별 보조인을 지내고, 2011년까지 메이저 리그 운영의 시니어 부회장을 지냈다. 2012년 6월 그는 야구 개발의 행정적 부회장이 되었다. 2015년 2월 로빈슨은 그 직을 떠나 야구 위원회의 시니어 고문과 아메리칸 리그의 명예 회장으로 임명되었다.

## 사망
2019년 2월 7일 로스앤젤레스에서 83세의 나이에 골종양으로 사망하였다.